# Rwanda National Police

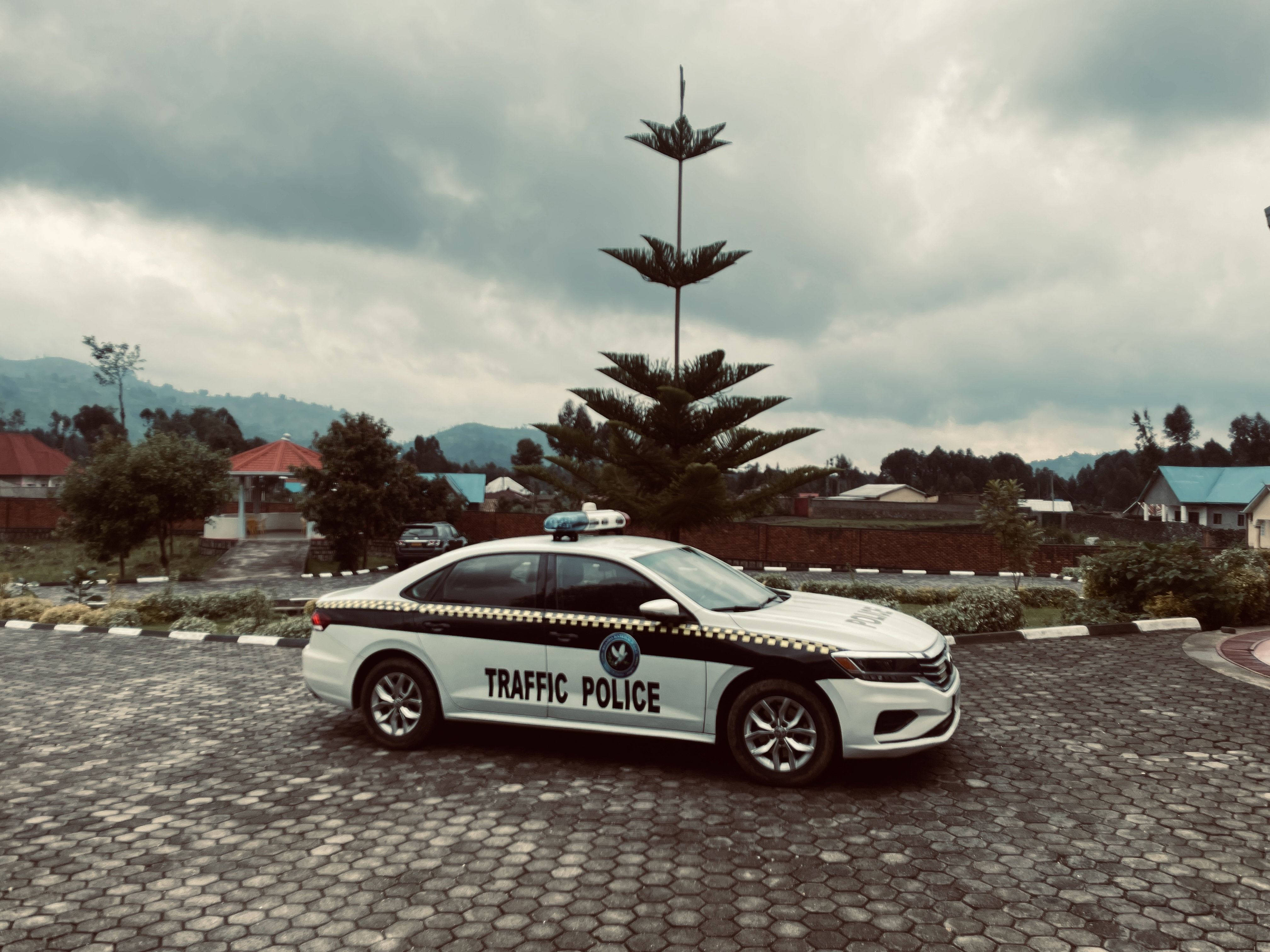
Wagen der Verkehrspolizei

Die Rwanda National Police (RNP) ist die nationale Polizeibehörde von Ruanda.

## Geschichte
Die RNP entstand am 16. Juni 2000 infolge des Gesetzes Nr. 09/2000 aus dem Zusammenschluss dreier Organisationen: der Gendarmerie Nationale der Verteidigungsministeriums, der Communal Police des Innenministeriums und der Judicial Police des Justizministeriums. Die Aufgaben der RNP wurden im Gesetz Nr. 46/2010 vom 14. Dezember 2010 ergänzt. Seit 2005 nimmt die RNP an UN-Friedensmissionen teil. Insgesamt waren es sechs UN-Missionen mit über 900 beteiligten Polizisten der RNP.

## Organisation
Die RNP unterhält drei Trainingszentren und eine Polizeihochschule.
Polizeichefs:
- 2000–2004: Frank Mugambage
- 2004–2008: Andrew Rwigamba
- 2008–2009: Mary Gahonzire
- 2009–2018: Emmanuel K. Gasana
- 2018–02/2023: Dan Munyuza
- seit 02/2023: Felix Namuhoranye[3]

## Sport
Die Rwanda National Police fördert den in der höchsten Spielklasse Ruandas spielenden Fußballverein Police FC.